# The Blueprint
Cet article possède un paronyme, voir Blueprint (homonymie).
Albums de Jay-Z
The Dynasty: Roc La Familia
(2000) Jay-Z MTV Unplugged
(2001)
Singles
1. Izzo (H.O.V.A.)
Sortie : 21 août 2001
2. Girls, Girls, Girls
Sortie : 2 octobre 2001
3. Jigga That Nigga
Sortie : 29 janvier 2002
4. Song Cry
Sortie : 8 mai 2002

The Blueprint est le 6e album studio de Jay-Z, sorti en 2001, sur le label Roc-A-Fella.
Malgré leurs énormes succès commerciaux, ses précédents opus (In My Lifetime, Vol. 1, Vol. 2: Hard Knock Life et Vol. 3... Life And Times Of S. Carter) n'avaient pas rencontré le succès critique de son premier album, Reasonable Doubt. Avec la sortie de The Blueprint, sa carrière prend un grand tournant.
Cet album marque par l'originalité des productions de Just Blaze, Kanye West ou Timbaland, qui livrent à l'artiste des ambiances homogènes et riches, qui font aussi bien l'unicité du disque que sa profondeur artistique. Eminem produit et partage la vedette dans le titre Renegade, chanson désormais élevé au rang de classique du genre.
The Blueprint a été certifié double disque de platine. Il s'est vendu à 2 millions d'exemplaires aux États-Unis. En 2003, l'album est classé numéro 464 par le magazine Rolling Stone parmi les 500 plus grands albums de tous les temps.
The Blueprint connaîtra deux suites : The Blueprint²: The Gift & The Curse en 2002 et The Blueprint 3 en 2009.
En décembre 2013, Jay-Z fait une rétrospective de sa carrière et établit un classement de ses propres albums studio : il classe The Blueprint à la 2e place sur 12, juste derrière Reasonable Doubt, en précisant que c'est un « classique ».

## Liste des titres
| No  | Titre                                                             | Compositeurs  | Durée |
| --- | ----------------------------------------------------------------- | ------------- | ----- |
| 1.  | The Ruler's Back                                                  | Bink          | 3:50  |
| 2.  | Takeover                                                          | Kanye West    | 5:13  |
| 3.  | Izzo (H.O.V.A.)                                                   | Kanye West    | 4:00  |
| 4.  | Girls, Girls, Girls                                               | Just Blaze    | 4:35  |
| 5.  | Jigga That Nigga                                                  | Poke and Tone | 3:24  |
| 6.  | U Don't Know                                                      | Just Blaze    | 3:19  |
| 7.  | Hola' Hovito                                                      | Timbaland     | 4:33  |
| 8.  | Heart of the City (Ain't No Love)                                 | Kanye West    | 3:43  |
| 9.  | Never Change                                                      | Kanye West    | 3:59  |
| 10. | Song Cry                                                          | Just Blaze    | 5:04  |
| 11. | All I Need                                                        | Bink          | 4:29  |
| 12. | Renegade (featuring Eminem)                                       | Eminem        | 5:38  |
| 13. | Blueprint (Momma Loves Me)                                        | Bink          | 3:41  |
| 14. | Breathe Easy (Lyrical Exercise) (Morceau caché après la piste 13) | Just Blaze    | 3:45  |
| 15. | Girls, Girls, Girls (Part 2) (Morceau caché après la piste 13)    | Kanye West    | 4:14  |

Notes
- Takeover contient des voix additionnelles de Josey Scott.
- Izzo (H.O.V.A.) contient des voix additionnelles de Demme Uloa.
- Girls, Girls, Girls contient des voix additionnelles de Q-Tip, Slick Rick & Biz Markie.
- Jigga That Nigga contient des voix additionnelles de Stephanie Miller et Michelle Mills.
- Heart Of The City (Ain't No Love)" contient des voix additionnelles de Keon Bryce.
- Never Change contient des voix additionnelles de Kanye West.
- Blueprint (Momma Loves Me) contient des voix additionnelles de Schevise Harrell et Luren Leek.
- Girls, Girls, Girls (Part 2) contient des voix additionnelles non créditées de Michael Jackson[2].

## Samples
- The Ruler's Back contient un sample de If de Jackie Moore et une interpolation de The Ruler's Back de Slick Rick.
- Takeover contient un sample de Five to One de The Doors et de Sound of da Police de KRS-One ainsi qu'une interpolation de Fame de David Bowie.
- Izzo (H.O.V.A.) contient un sample de ''I Want You Back des Jackson 5.
- Girls, Girls, Girls contient un sample de There's Nothing in This World That Can Stop Me from Loving You de Tom Brock et de High Power Rap Crash Crew.
- U Don't Know contient un sample de I'm Not to Blame de Bobby Byrd.
- Heart of the City (Ain't No Love) contient un sample de Ain't No Love in the Heart of the City de Bobby Blue Bland.
- Never Change contient un sample de Common Man de David Ruffin.
- Song Cry contient un sample de Sounds Like a Love Song de Bobby Glenn.
- All I Need contient un sample de I Can't Break Away de Natalie Cole.
- Blueprint (Momma Loves Me) contient un sample de Free at Last d'Al Green.
- Breathe Easy (Lyrical Exercise) contient un sample de Got to Find My Own Place de Stanley Clarke.
- Girls, Girls, Girls (Part 2) contient un sample de Trying Girls Out de The Persuaders.

## Classements et certifications
| Classement (2001)      | Meilleure position |
| ---------------------- | ------------------ |
| Canadian Albums Chart  | 3                  |
| Billboard 200          | 1                  |
| Top R&B/Hip Hop Albums | 1                  |

| Année | Titre               | Meilleure position | Meilleure position    | Meilleure position |
| Année | Titre               | Billboard Hot 100  | Hot R&B/Hip-Hop Songs | Hot Rap Singles    |
| ----- | ------------------- | ------------------ | --------------------- | ------------------ |
| 2001  | Izzo (H.O.V.A.)     | 8                  | 4                     | 7                  |
| 2001  | Girls, Girls, Girls | 17                 | 4                     | 9                  |
| 2002  | Jigga That Nigga    | 66                 | 27                    | 7                  |
| 2002  | Song Cry            | -                  | 45                    | -                  |

| Région                                                                                                 | Certification | Ventes/Streams |
| --- | ------------- | -------------- |
| Canada (Music Canada)                                                                                  | Platine       | 0^             |
| Royaume-Uni (BPI)                                                                                      | Or            | 100 000^       |
| États-Unis (RIAA)                                                                                      | 2 × Platine   | 1 000 000^     |
| *Ventes selon la certification ^Mise en rayon selon la certification xNon précisé par la certification |               |                |

## Postérité
De par son succès critique, l'album sera classé dans de nombreuses listes honoriques dans la presse :
Album de l'année 2001
- Classé 4e parmi les 50 meilleurs albums de l'année par NME
- Classé 5e parmi les 10 meilleurs albums de l'année par Rolling Stone
- Classé 7e parmi les meilleurs albums de l'année par Spin
- Classé 12e parmi les 50 meilleurs enregistrements de l'année par The Wire

Meilleur album des années 2000
- Classé 1er parmi les 100 meilleurs albums de la décennie par Complex
- Classé 7e parmi les 100 meilleurs albums de la décennie par The Stylus Decade
- Classé 4e parmi les 100 meilleurs albums de la décennie par Rolling Stone en 2009[7]
- Classé 5e parmi les 200 meilleurs albums de la décennie par Pitchfork[8]
- Classé 1re parmi les meilleurs albums de la décennie par Entertainment Weekly
- Classé 42e parmi les 50 meilleurs albums de la décennie par Paste[9]
- Classé 20e parmi les 100 meilleurs albums de la décennie par Rhapsody en 2009[10]
- Classé 8e par Vibe en 2013 parmi les 50 meilleurs albums depuis 1993[11]

Top Album
- Classé 6e dans le Critics Pick de Billboard pour la décennie 1999-2009[12]
- Classé 2e parmi les 100 meilleurs albums de 200-2004 par Pitchfork
- Classé 5e parmi les 50 meilleurs albums de 2005-2005 par Stylus

Meilleur album de tous les temps
- Classé 456e dans la liste des 500 plus grands albums de tous les temps établie en 2003 par Rolling Stone
- Classé 252e dans la liste révisée des 500 plus grands albums de tous les temps établie en 2012 par Rolling Stone
- Présent dans l'ouvrage Les 1001 albums qu'il faut avoir écoutés dans sa vie publié en 2006